# 大鰭半鱨
大鰭半鱨，舊名大鳍鱯，為輻鰭魚綱鯰形目鱨科的其中一種，為溫帶淡水魚類，分布於亞洲中國長江流域，體長可達54.2公分，棲息在底層水域，生活習性不明，可做為食用魚。

## 扩展阅读
維基物種上的相關：大鰭半鱨